# تيكارسيلين
تيكارسيللين Ticarcillin، وتركيبه الكيميائي هو تيكارسيللين ثنائي الصوديوم.مضاد حيوي من زمرة البنسلينات.

## آليه العمل
يثبط عملية تركيب الجدار الخلية الجرثومية مما يؤدي لقتلها.

## الاستعمال
علاج إنتانات الدم والإنتانات التنفسية الحادة والمزمنة وإنتانات الجلد والنسج الرخوية والإنتانات البولية الناجمة عن السلالات المتحسسة له من الزوائف الزنجارية والبروتيوس والايشيريشياكولي والإنتيروباكتر (يشرك مع غيره من الصادات عادةً).

## الجرعة
- الرضع والأطفال:

1. الإنتانات الخطيرة (حقن وريدي): 200-300 ملغ/كغ/يوم تقسم على 4-6 دفعات، الجرعة القصوى 24غ/يوم.
2. إنتانات السبيل البولي (حقن عضلي أو وريدي): 50-100 ملغ/كغ/يوم تقسم على 3-4 دفعات.
3. الجرعة القصوى: 12غ/يوم.

- البالغين: حقن وريدي: 1-4غ كل 4-6ساعات.
- تعدل جرعته عند المصاب باضطراب الوظيفة الكلوية:

1. تصفية الكرياتينين 10-30 مل/د: يعطى بفواصل 8ساعات.
2. تصفية الكرياتنين قل من 10مل/د: يعطى بفواصل 12ساعة.

## زيادة الجرعة
- فرط الحساسية العصبية العضلية (هياج، إهلاس، لا تناسق الحركات، اعتلال دماغي، تخليط واختلاجات) واضطراب التوازن الشاردي (الصوديوم والبوتاسيوم) ولا سيما عند المريض المصاب باضطراب الوظيفة الكلوية.
- يمكن للديلزة الدموية أن تساعد في إزالة هذا الدواء من الدم، أما باقي خطة المعالجة فهي داعمة وأعراضية.

## الحرائك الدوائية
- الامتصاص: 86% يلي حقنه عضلياً.
- التوزع: عند الولدان 0.42-0.76 ليتر/كغ، ينتشر إلى حليب الثدي بتراكيز قليلة وإلى المرارة بتراكيز عالية.
- الارتباط البروتيني: 45-65%.
- العمر النصفي:1-1.3 ساعة عند البالغين، و0.9 ساعة عند الأطفال.
- يصل تركيزه المصلي لذروته خلال 30-75 دقيقة من حقنه عضلياً.
- الإطراح: يطرح معظمه مع البول وجزء قليل مع البراز.
- الحمل: ينتمي لأدوية المجموعة B

## مضادات الاستطباب
- فرط الحساسية له أو لأحد مكوناته أو لأحد الصادات التي تنتمي لزمرة البنسلينات.

## الآثار الجانبية
- تحدث بنسبة تقل عن 1%:
- عصبية مركزية: اختلاجات، تخليط، نعاس، حمى.
- جلدية: طفح.
- غدية واستقلابية: اضطراب التوازن الشاردي.
- دموية: فقر دم انحلالي.
- موضعية: التهاب الوريد الخثري:
- كلوية: التهاب كلية خلالي حاد.
- متنوعة: ارتكاسات فرط الحساسية، تأق، ارتكاس جاريش، هريكسهايمر.[4]

## تحذيرات
1. يستخدم بحذر وتعدل جرعته عند مرضى اضطراب الوظيفة الكلوية.
2. يستخدم بحذر عند المريض المصاب باضطراب اختلاجي ما.
3. سبب ارتكاسات تأقية كانت مميته أحياناً.

## التداخلات الدوائية
1. قد تنقص شدة تأثير مانعات الحمل الفموية عند إشراكه معها.
2. قد يرتفع تركيزه المصلي عند إشراكه مع بروبنسيد أو ديسولفيرام.
3. يبدي مركب ألوبرينول تأثير تعاضدي معه في إحداث الطفح الجلدي.

## التداخلات المخبرية
يسبب إيجابية كاذبة بتحري البروتين في البول، ويسبب إيجابية كاذبة لاختبار كومبس.
- كل 1غ منه يحوي 5.2-6.5 مك من الصوديوم.

## المستحضرات الصيدلانية
- بودرة معدة للحقن: 1غ، 3غ، 6غ، 20غ، 30غ.
- يجب مراقبة تركيز شوارد المصل وزمن النزف وتعداد الدم الكامل واختبارات وظائف الكبد والكلى.

## الثبات
1. يبقى محلوله المحضر للاستخدام ثابت لمدة 72ساعة بدرجة حرارة الغرفة ولمدة 14يوم عندما يحفظ في البراد ولمدة 30يوم عندما يحفظ في المجمد.
2. لا يتوافق مستحضره الممدد بمحلول سالين الفزيولوجي أو ديكستروز5% المعد للتسريب الوريدي، لا يتوافق مع الأمينوغلكوزيدات.[5]